# Alfred Redl
Alfred Redl (Lemberg, Imperio austrohúngaro, hoy Leópolis, Ucrania, en la región conocida como Galitzia, 14 de marzo de 1864-Viena, Imperio austrohúngaro, 25 de junio de 1913) fue un oficial del Ejército austrohúngaro. Ascendió a coronel y llegó a ocupar el cargo de jefe de Estado Mayor del VIII Cuerpo (Praga). Durante la mayor parte de su carrera sirvió como jefe de la Oficina de Evidencias, Servicio de Inteligencia Militar (los servicios de contraespionaje del Imperio austrohúngaro). Una de las figuras más preeminentes en el mundo del espionaje previo a la Primera Guerra Mundial, su paso por el servicio de contraespionaje estuvo marcado por la innovación, y promovió el uso de las tecnologías más avanzadas de su tiempo con el fin de detectar y arrestar agentes extranjeros. Pero resultó ser a su vez uno de los mayores y más importantes espías al servicio del Imperio ruso. Captado inicialmente bajo amenaza de hacer pública su condición de homosexual, los ingresos que le reportaba su traición elevaron enormemente su nivel de vida, y al parecer acabó vendiendo secretos militares a los servicios secretos franceses e italianos. Descubierto, se suicidó pegándose un tiro un año antes del estallido de la Primera Guerra Mundial.

## Juventud
Hijo de Franz y Matilde Redl, su padre había sido oficial del Ejército austrohúngaro, pero tuvo que abandonarlo a los 31 años porque no podía costearse la boda correspondiente a su rango. Franz Redl pronto encontró trabajo en la empresa de ferrocarriles Galizische Carl Ludwig-Bahn, aunque tuvo que mudarse a Lemberg con su joven esposa. Allí, como miembro de la minoría de funcionarios civiles germanohablantes, ascendió dentro de la compañía hasta el cargo de supervisor y consiguió formar una familia gracias a su trabajo.
Franz Redl tuvo siete hijos, contando a Alfred, y estaba orgulloso de todos ellos: sus dos hijas eran maestras, mientras que de sus cinco hijos, dos hicieron carrera como oficiales del ejército (siendo Alfred uno de ellos), otro era arquitecto, otro jurista y otro empleado del mismo ferrocarril que él. Además, el hecho de que el padre se preocupara de enseñarles desde niños tres idiomas (alemán, ruteno y polaco) sería determinante para la futura carrera de Alfred.
El joven Alfred ingresó a los 15 años en la Escuela de Cadetes de Brno tras finalizar sus estudios primarios. Según algunos autores, esa temprana inmersión en un mundo exclusivamente masculino, unido a su rechazo a una madre dominante, condicionaron su posterior tendencia homosexual. Debe tenerse en cuenta que ser homosexual en aquellos tiempos y en aquel entorno suponía ser apartado inmediatamente de cualquier servicio civil, el ostracismo social y posiblemente cargos criminales.
Redl se graduó de la escuela de cadetes en 1883, con el grado de oficial cadete aspirante, y unas notas y valoraciones de sus superiores muy por encima de la media. Tras cuatro años, siendo ya segundo teniente del Regimiento de Infantería n.º 9 de Lemberg, presentó solicitud, junto con varios centenares de aspirantes, para asistir a los cursos de oficial de Estado Mayor en una escuela de guerra. Testigo de su elevada capacidad es el hecho de que no solo logró la plaza en 1892, proviniendo de una familia sin recursos elevados y de una academia militar sin demasiado prestigio, sino que en 1894 se graduó con honores junto con otros 24 cadetes.
Aproximadamente en ese periodo Redl contrajo sífilis, enfermedad que, sin antibióticos, solía entrar en un desarrollo crónico y generalmente mortal. La autopsia realizada tras su suicidio reveló que seguía sufriendo, efectivamente, la enfermedad, y de hecho le quedaba poco tiempo antes de haber muerto a causa de la misma.

## Oficial de Estado Mayor
Después de graduarse como oficial de Estado Mayor, en 1895 se le destinó a la Oficina de Ferrocarriles del Ejército, una agencia encargada de gestionar los propios transportes ferroviarios y planes de desplazamiento de tropas y material. También se ocupaban de explorar las vías de ferrocarril de posibles enemigos en una guerra futura. Esta tarea era especialmente importante en el caso de Rusia, ya que, como el gobierno del zar consideraba como secretos todos sus mapas de ferrocarriles, la información solo podía conseguirse mediante el uso de espías. Supuso el inicio de los contactos de Redl en el mundo del espionaje anterior a la Primera Guerra Mundial.
Tras un servicio relativamente corto en la Oficina de Ferrocarriles, Redl fue asignado sucesivamente a varios estados mayores, primero en Budapest, luego, ya como capitán, en su pueblo natal de Lemberg. En 1899 viajó a Rusia por orden del jefe del Estado Mayor austrohúngaro Friedrich von Beck-Rzikowsky con el fin de participar en un curso de ruso en Kazán. Allí adquirió conocimientos que supondrían el trampolín para ser destinado en 1900 al Grupo Ruso de la Oficina de Evidencias en Viena, la sección del Estado Mayor Central encargada de las tareas de contraespionaje. Su oficina recopilaba mensajes de importancia militar recogidos de las fuentes más diversas, que debían ser traducidas, extractadas, resumidas y remitidas diariamente al Jefe del Estado Mayor, y semanalmente al propio emperador Francisco José I (hasta 1913, de forma manuscrita). Para esta tarea solo había disponibles 20 oficiales incluyendo a Redl. La escasez de personal y presupuesto se debía en gran parte a que la Oficina de Evidencias estaba también subordinada al Departamento de Estado, que era uno de los dos ministerios del Imperio austrohúngaro financiado de forma conjunta por Austria y Hungría, la cual suministraba a las instituciones comunes tan solo los recursos imprescindibles.
En este entorno, Redl fue ascendido rápidamente. En pocos meses ya estaba destinado en la Oficina de Clientes, responsable del seguimiento de inteligencia procedente de todos los países extranjeros. En 1905 fue ascendido a comandante, y en 1907 fue nombrado jefe de la Oficina. Pocos meses después fue ascendido a jefe de la Oficina de Evidencias, lo que le convirtió en el miembro más cercano al Jefe del Estado Mayor Central. Tras su ascenso a coronel en mayo de 1912, Redl fue nombrado jefe del Estado Mayor del VIII Cuerpo de ejército el 18 de octubre del mismo año, estacionado en Praga.

## Espía
El espionaje en Rusia dio un salto cualitativo con la entrada en el siglo XX. La Policía del Estado (Ojrana) se hizo responsable del espionaje en el extranjero, y mantenía oficinas en Moscú, San Petersburgo y la en aquel entonces rusa Varsovia. Cooperaba de forma muy cercana con el departamento de inteligencia del Estado Mayor zarista. El departamento de la Ojrana encargado de la inteligencia en Austria tenía su base en Varsovia, contaba con un personal de 50 militares y 150 reservistas, y estaba dirigido por el coronel Nikolai Stepanovitch Batjuschin. Este envió a Viena en 1901 a un agente encubierto llamado Pratt, camuflado como turista, con órdenes de alistar a un oficial de alto rango destinado en la ciudad, a ser posible en la Oficina de Evidencias. En su búsqueda de puntos flacos en la vida privada de los oficiales que correspondían al perfil deseado, Pratt descubrió en 1903 que el capitán Redl mantenía una relación homosexual con un teniente segundo llamado Meterling, del 3.er Regimiento de Dragones. Pratt le mandó una carta a Redl donde le decía que:

Debo reunirme con usted para hablar acerca de un cierto teniente segundo XXX del 3.er Regimiento de Dragones. Si Ud. no se presenta, o me tiende una trampa, el Jefe de Estado Mayor recibirá mañana mismo un informe sobre sus relaciones con el teniente segundo XXX.

Frente a un chantaje que amenazaba con destruir su prometedora carrera y dar con sus huesos en la cárcel, Redl accedió a colaborar con la Ojrana. Primero fue controlado personalmente por el agregado militar ruso, barón de Roop (actividad típica de espionaje que el emperador Francisco José I había prohibido a sus propios agregados militares). Después de que de Roop fuera descubierto y expulsado del país bajo acusación de espionaje, el contacto con Redl pasó a su sucesor, el Coronel Mitrofan Konstantinovitch Martschenko, quien años después sería también expulsado con los mismos cargos. Este emitió el siguiente juicio sobre Redl en sus notas, en octubre de 1907:

[...] insidioso, taciturno, con sentido del deber y dotado de una buena memoria... tiene un lenguaje suave e incluso dulce, una voz delicada... más listo y taimado que inteligente y talentoso. Cínico...

A pesar de haberse ganado su colaboración mediante extorsión (o posiblemente para evitar un súbito ataque de remordimientos), los rusos le pagaron sus servicios con creces, por lo que Redl pudo permitirse pronto un nivel de vida reservado a la aristocracia. Solo acudía a comer a los mejores restaurantes, tenía dos automóviles y varios caballos. Usó una parte considerable de sus ingresos extras para financiarse aventuras con jóvenes de su misma condición sexual, por lo que cada vez resultaba más extorsionable. Al parecer empezó a ofrecer a los servicios secretos franceses e italianos los mismos documentos que vendía a los rusos, con el fin de redondear sus ingresos. Pronto sumó unos ingresos adicionales de aproximadamente 50.000 coronas austriacas anuales.
Aunque no suministraba información con mucha frecuencia, cuando lo hacía era siempre de alto nivel y una gran relevancia. Entregó a los rusos casi todos los documentos secretos que pasaron por sus manos relativos al ejército austrohúngaro. Planes de movilización, estadillos de unidades, informes de inspección, planos de fortalezas... Fotografiaba todo este tipo de documentos y los entregaba personalmente. Entre 1903 y 1913 Redl fue sin duda el principal espía de Rusia. Suministró a los servicios de información rusos el Plan III, el plan completo del ejército austriaco para la invasión de Serbia, los cuales a su vez lo entregaron de inmediato al mando militar serbio. También proporcionó a los rusos (entre otros datos vitales) el orden de batalla completo de las fuerzas austriacas, los planes de movilización (en una época en que los planes y tiempos de movilización eran clave para el éxito de una campaña) y los planos de las fortificaciones austriacas fronterizas con Rusia.
Asimismo desenmascaró a espías austrohúngaros en Rusia, que en su mayoría fueron ejecutados. Se sabe con certeza que incluso envió personalmente espías a Rusia para luego venderlos a los servicios de contraespionaje del zar. También acabó vendiendo a los agentes que él mismo había logrado colocar en el Estado Mayor del Ejército Imperial Ruso, acabando todos ahorcados o suicidándose. Del mismo modo, traicionó a varios oficiales rusos que iniciaron contactos con los servicios de inteligencia austriacos, permitiendo que fueran capturados. Además contaminó la información sobre la fuerza y capacidad militar del ejército ruso suministrada a los estados mayores austriacos con estimaciones totalmente incorrectas en cuanto a tamaño, preparación y fuerza militar.
A fin de no comprometer su situación, los rusos fabricaron igualmente éxitos para Redl: informes capturados de extraordinaria importancia, que luego resultaron ser falsos; o el descubrimiento y captura de agentes rusos, en su mayoría de segundo orden o que se habían vuelto difíciles de mantener para la Ojrana. Finalmente, su nivel de vida acabó llamando la atención, pero consiguió (de forma bastante incomprensible) justificarlo mediante una herencia, por lo demás muy insignificante.
Redl estuvo a punto de ser descubierto en 1909 por la intervención del comandante conde Lelio Spanocchi, agregado militar austrohúngaro en San Petersburgo. El conde, que había logrado el favor del Emperador gracias a sus méritos y buen hacer, trabó amistad con el agregado militar inglés en San Petersburgo, un tal Guy Percy Wyndham, quien un día le hizo la confidencia de que un alto cargo del Estado Mayor austrohúngaro entregaba a los rusos todo lo que estos le pedían. Spanocchi lo comunicó inmediatamente al jefe de la Oficina de Evidencias, el coronel Hordlicka, quien no tomó en serio la acusación; cuando Spanocchi insistió, amenazando con informar directamente al Ministro de la Guerra, Hordlicka encargó la investigación al mismo Redl.

## Desenmascaramiento
El 18 de octubre de 1912, Redl fue trasladado a Praga con el fin de ocupar su nuevo cargo de jefe de Estado Mayor del VIII Cuerpo de ejército. Como el nuevo destino ya no le permitía reunirse con agentes del otro bando sin levantar sospechas, las entregas de dinero empezaron a realizarse mediante correo postal. Un día el servicio de correos devolvió uno de esos envíos, a nombre de un tal Nikon Nizetas, desde la oficina de Viena a la remitente de Eydtkuhnen, en Prusia Oriental, al finalizar el periodo de recogida sin ser entregado al destinatario. Al abrir la carta el servicio postal encontró 6.000 coronas en billetes y una lista de direcciones, de modo que remitió la carta al servicio de inteligencia alemán. El comandante Walter Nicolai encontró en la lista dos direcciones austriacas correspondientes a espías rusos bien conocidos (además de otras dos en Prusia), así que remitió todo el conjunto al comandante austriaco Maximilian Ronge, pupilo de Redl y su sustituto al frente de la Oficina de Evidencias.
Ambos jefes de inteligencia contactaron, de forma conjunta, con el jefe de la policía de Viena, Edmund von Gayer, y le enviaron todo (carta, dinero y lista de direcciones); este la dejó de nuevo en la oficina de correos, bajo vigilancia de dos agentes, y tras prohibir que volviera a ser devuelta. Sin embargo, tras un mes de supervisión, Redl recogió la carta el 25 de mayo de 1913 sin que ninguno de los dos estuviera presente, por lo que se vieron obligados a intentar rastrear al sospechoso. Por pura suerte, durante el curso de su investigación encontraron la funda de un cortaplumas de bolsillo que este había perdido en un coche. Ubicando el destino de ese coche en un hotel, entregaron la funda a la dirección y pidieron ser avisados si alguno de los huéspedes preguntaba por la misma. Luego esperaron en el vestíbulo del hotel. Cuando apareció finalmente un huésped reclamando la funda, los detectives se llevaron una gran sorpresa al reconocer a su antiguo jefe, el coronel Alfred Redl.

### Intento de encubrimiento por parte del Estado Mayor
La situación era doblemente complicada para su antiguo superior directo, el jefe del Estado Mayor Central Franz Conrad von Hötzendorf. Por una parte estaba la traición en sí misma, de extensión aún desconocida, que amenazaba con convertirse en un escándalo de proporciones difíciles de cuantificar, ya que tarde o temprano pondría al descubierto las omisiones incurridas por su Estado Mayor en la selección y examen de oficiales para posiciones claves en el mismo. Además, esas omisiones habrían dado munición a la facción húngara del Imperio para arremeter no solo contra el Estado Mayor Central, sino contra su mismo jefe, al que soñaban con sustituir. Frente a este estado de cosas, Hötzendorf ordenó mantener un hermetismo completo. Una delegación de oficiales, liderada por su antiguo subordinado Ronge, fue a reunirse en secreto con Alfred Redl en su hotel con la intención de sugerirle que se suicidara, y se llevaron otra sorpresa al encontrarle en plenos preparativos: sospechaba que había sido descubierto y no quería esperar a ser arrestado. Tras confirmarle que todo había sido descubierto, Redl dio una confesión a Ronge en la que afirmaba que «entre los años 1910 y 1911 he trabajado para potencias extranjeras» (sin especificar cuál o cuáles) «y sin cómplices». Después pidió un revólver y una bala. Se los dieron en mano, y abandonaron la habitación con destino a Praga. La madrugada siguiente, un investigador de la policía volvió a la habitación para certificar su muerte. Redl se había suicidado durante la noche pegándose un tiro.
Hötzendorf se mostró satisfecho con el resultado de las gestiones, y envió al emperador Francisco José I y a su heredero Francisco Fernando de Austria un telegrama a cada uno en el que informaba de que Redl se había pegado un tiro, «hasta ahora por causas desconocidas». El emperador lamentó que se hubiera permitido que Redl muriera en pecado mortal.

### La situación explota
La delegación fue enviada de inmediato a Praga para registrar la casa de Redl y recoger posibles pistas. Llegaron aproximadamente al mediodía del 25 de octubre, horas después de que Redl se suicidara. Como era domingo, tardaron en encontrar a un cerrajero para que les abriera la puerta y cualquier otra cerradura de forma discreta. Resultó que el operario finalmente contratado era, en sus ratos libres, jugador del FC Sturm Prag, y a causa del servicio intempestivo se perdió un partido importante, por lo que fue amonestado por su presidente, Egon Erwin Kisch, que además de ejercer en la junta directiva del club de fútbol, era corresponsal deportivo. Al recibir las explicaciones de su jugador por la ausencia e identificar la dirección del coronel Redl, y leer el lunes siguiente la noticia de su inexplicable suicidio, unido a las veladas insinuaciones del cerrajero futbolista, por las que le parecía entender que se trataba de un asunto que mezclaba homosexualidad y espionaje, ató cabos.
La noticia que publicó el lunes, aunque hermética y llena de dobles sentidos para evitar la censura, levantó un enorme revuelo, no solo entre la comunidad periodística, sino también para el mismo Emperador y su sucesor. El Ministro de la Guerra se vio obligado a admitir, tres días después, que Redl se había suicidado para evitar ser procesado «por su homosexualidad, y por haberse vendido a potencias extranjeras». Sin embargo, siguió ocultando que se había empujado a Redl al suicidio y que se había pretendido encubrir el caso.
Las investigaciones posteriores de la policía vienesa demostraron que las cuentas bancarias de Redl empezaron a crecer de forma notable en fechas tan tardías como 1907, acumulando entre 1905 y 1913 ingresos sin justificar por valor de 116.700 coronas, lo que dejaba en tela de juicio la declaración hecha por Redl la noche de su suicidio. Sin embargo, resultó imposible precisar qué secretos había divulgado Redl a causa de no habérsele interrogado.

### Consecuencias militares
El descubrimiento por parte del contraespionaje austriaco de que Redl había estado cobrando grandes sumas de dinero ya desde 1907 les hizo lamentar amargamente el no haberle mantenido vivo para interrogarlo por miedo al escándalo. Acto seguido empezaron a preguntarse qué secretos podía haber revelado, y fueron bastante precavidos en ese sentido. Asumieron que los órdenes de batalla, las instrucciones de movilización, las medidas de contraespionaje en Galicia, las identidades de sus espías en los estados mayores enemigos, la correspondencia secreta, cualquier cosa que hubiera pasado por las manos de Redl, había sido revelado, incluyendo lo peor de todo: la entrega del plan de batalla austriaco contra Rusia. Los documentos encontrados en casa de Redl no dejaban lugar a dudas (y fueron confirmados años más tarde por los historiadores rusos).
En vistas de que el asunto ya no podía ser silenciado de ningún modo, se hizo todo lo posible por reducir su alcance. Desde el servicio secreto se atribuyó el exorbitante ritmo de vida de Redl a su «pasión fatal», y se informó de que la autopsia posterior a su muerte había revelado que sufría sífilis desde hacía años, insinuando que su cerebro empezaba a presentar secuelas. Al mismo tiempo, se intentó cambiar a toda prisa los planes operativos a los que Redl hubiera podido tener acceso, mientras se intentaba hacer creer a los rusos que seguían siendo válidos.
Lo cierto es que los más importantes lo fueron. Eran planes demasiado extensos, demasiado complejos, como para cambiarlos de forma efectiva en menos de un año, el tiempo entre su suicidio y el estallido de la guerra. Además estaba el tema de la información manipulada y la eliminación de espías peligrosos para Rusia. Por ejemplo, entre los que Redl desenmascaró para los rusos se encontraba el coronel del Estado Mayor Central ruso Kirill Petrovich Laikov, quien contactó con los austriacos ofreciéndoles nada más y nada menos que los planes de marcha rusos al completo para todo el futuro frente del este. El conde Adalbert Sternberg, diputado del Reichsrat, declaró tras la guerra:

[Redl] denunció a todos los espías austriacos en suelo ruso de los que tuvo constancia, porque el caso del mayor de todos [Laikov] se repitió muchas veces. Redl entregó nuestros secretos a los rusos y evitó que nosotros consiguiéramos los suyos mediante espías. Así, en 1914, austriacos y alemanes desconocíamos la existencia de hasta 75 divisiones rusas, lo que constituía más que el ejército austrohúngaro completo.

Si hubiéramos tenido esa información, nuestros generales habrían tratado de impedir que nuestros mayores dignatarios firmaran la declaración de guerra.

Por su parte, el Estado Mayor ruso tenía pocas o ninguna duda sobre la validez y vigencia de los planes entregados por Redl, considerando que materialmente hubo poco tiempo para sustituirlos, y resultaron muy sorprendidos cuando las fuerzas austriacas lanzaron su contraofensiva a una distancia de 100 a 200 km del lugar esperado, lo que les llevó al doloroso impacto de las batallas de Krasnik y Komarów.
Tanto los cronistas de los últimos días del Imperio de los Habsburgo como los historiadores del espionaje, desde el exdirector de la CIA Allen Dulles hasta el general de la URSS Mijaíl Milstein, concuerdan en calificar a Redl de architraidor: Redl ha sido considerado de forma coincidente como uno de los mayores traidores de la historia; sus acciones causaron la muerte de algo más de medio millón de sus compatriotas. Se admite que la traición de Redl contribuyó a las derrotas que el Imperio austrohúngaro sufrió en todos los frentes en los primeros meses de la Primera Guerra Mundial. Sin embargo, hay que tener en cuenta que las afirmaciones de que Redl también trabajó para los servicios secretos de Francia e Italia son muy posteriores a su época, y están en entredicho, ya que no han podido ser desmentidas ni confirmadas.

## Personaje de ficción
- La obra de teatro A Patriot for Me (1965), de John Osborne, está basada en la historia de Redl.
- El papel de Redl fue interpretado por Klaus Maria Brandauer en la película Colonel Redl (1985), del director István Szabó.[4]